# Alberto Valdés Lacarra
Alberto Valdés Lacarra (1950. november 30. – 2020. december 19.) olimpiai bronzérmes mexikói lovas, díjugrató. Apja Alberto Valdés Ramos olimpiai aranyérmes díjugrató lovas.
Az 1980-as moszkvai olimpián díjugratás csapatversenyben Joaquín Pérezzel, Jesús Gómez Portugallal és Gerardo Tazzerrel bronzérmes lett.

## Sikerei, díjai
- Olimpiai játékok – díjugratás csapat
  - bronzérmes: 1980, Moszkva